# ثعلبة الشد
ثعلبة الشد (بالإنجليزية: Traction alopecia)‏ هي شكل من أشكال فقدان الشعر، أو تساقط الشعر التدريجي، والذي ينتج بشكل أساسي عن قوة الشد التي يتم تطبيقها على الشعر، كتسريحات الشعر مثل ما يسمى بذيل الفرس أو الضفائر، ويحدث ذلك أيضًا عند الأشخاص ذوي الشعر الطويل الذين يستخدمون المشابك لإبعاد الشعر عن وجوههم، فتعتبر ثعلبة الشد ركود في خط الشعر بسبب الشد المزمن أو نتف الشعر، وتتسم بوجود هامش على طول خط الشعر عند الفحص الطبي،على الرغم من أن هذه «العلامة الهامشية» تعتبر علامة سريرية مفيدة لهذه الحالة، فقد تم وصف حالات الثعلبة الليفية الأمامية التي تظهر مع احتباس غير عادي في خط الشعر (حافة الشعر الزائفة).

## الأسباب
يُلاحظ عادةً مع بعض تسريحات الشعر أو أشكال التضفير التي تسحب خط الشعر بقوة نحو قمة فروة الرأس،ويظهر في كثير من الأحيان لدى النساء الأميركيات من أصول أفريقية (حيث يصفف البعض شعورهن مشدودةً بإحكام) مما قد يسبب ظهور ندبات.وقد لوحظ أيضًا في راقصات الباليه الإناث، وفي التقاليد الثقافية حيث لا يتم قص الشعر طواعية من باب الطاعة الدينية، وهذا الأخير ناتج عن الزيادة التدريجية في وزن الشعر نفسه، تعد ثعلبة الشد ميكانيكية في السبب، بدلا من كونها اندروجينية (ذكورية)، والعلاج عادة لا يكون دوائيا، تشمل المعالجة وقف الشد المزمن والتجميل مع ابقاء بالترميم الجراحي للحالات الأكثر خطورة.
تعتبر ثعلبة الشد من مخاطر نسج الشعر الكبيرة والذي يمكن عمله إما لإخفاء تساقط الشعر أو لأغراض تجميلية بحتة، الأول ينطوي على إنشاء جديلة حول الرأس أسفل خط الشعر الحالي، والتي يتم وصلها بخصلة شعر طويلة أو شعر مستعار، ونظرًا لأن شعر الضفيرة لا يزال ينمو فإنه يتطلب صيانة متكررة، والتي تتضمن إزالة خصلة الشعر وتجديل الشعر الطبيعي مرة أخرى ثم إعادة ربط الخصلة بإحكام، يسبب التضفير المشدود وخصلة الشعر المُحكمة جهدًا على الشعر المعرض أساسًا لخطر التساقط، كما تعد ثعلبة الشد أحد أكثر أسباب تساقط الشعر شيوعًا لدى النساء الأميركيات من أصول أفريقية، كما أن رجال السيخ (تابعون للديانة السيخية) معرضون أيضًا للإصابة بثعلبة الشد بسبب ربط الشعر تحت العمامة بإحكام شديد لسنوات عديدة.
هناك أسباب أخرى تشمل ما يلي:
• تسريحه الشعر. على الرغم من أن النمط المذكور أعلاه هو أحد المسببات، إلا أن تسريحات الشعر مثل الشعر المجدل والضفائر المفردة (الوصلات) يمكن أن يكون لها نفس التأثير، كما وجد الرجال والنساء الذين عانوا من ثعلبة الشد أن تساقط الشعر يحدث بشكل أكبر عند خط الشعر - بشكل أساسي حول الصدغين وجوانب الرأس.
أغطية الرأس. تُعد خوذات الأمان الضاغطة التي يتم ارتداؤها بإحكام وقريبة من فروة الرأس سببًا في الإصابة بثعلبة الشد، فتكون بطانة خوذات الأمان المجهزة بإحكام مثل تلك التي يتم ارتداؤها لأنشطة مثل ركوب الدراجات النارية وركوب الدراجات والتزلج والتزحلق على الجليد هي المسؤولة عن الاحتكاك المستمر وسحب مناطق محددة من الشعر وفروة الرأس، لذا يبدو أن الأشخاص الذين يرتدونها بشكل متكرر أو أولئك الذين يستخدمون هذه الخوذات لفترات طويلة هم أكثر عرضة للإصابة بثعلبة الشد.
المواد الكيميائية. يمكن أن تسبب حالة تعرف باسم سي سي سي أ (ثعلبة الطرد المركزي الندبية)، التي تظهر بشكل حصري تقريبًا في النساء الأميركيات من أصل أفريقي، تساقط هائل للشعر. وهو ناتج عن مزيج من الضغط المفرط (الشد) على الشعر واستخدام مرخيات وصبغات قاسية.

## روابط خارجية
- Causes of Hairloss نسخة محفوظة 12 يناير 2021 على موقع واي باك مشين.